# Reggimento “Savoia Cavalleria” (3º)

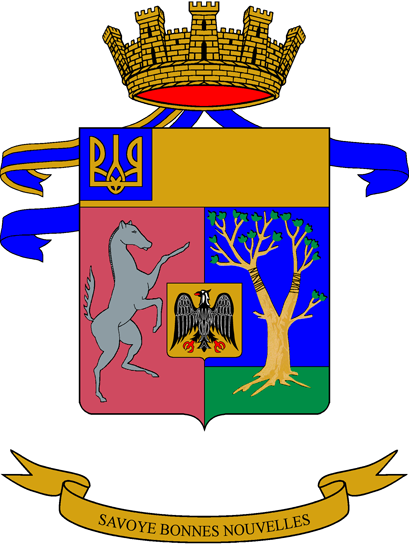
Wappen des 3º Rgt. “Savoia Cavalleria”

Reggimento “Savoia Cavalleria” (3º) ist der Name des 3. Kavallerieregiments des italienischen Heeres. Das Panzeraufklärungsregiment ist in Grosseto (Toskana) stationiert und untersteht seit 2013 der Fallschirmjägerbrigade Folgore. Mit seinen Radpanzern vom Typ Centauro und leichteren Fahrzeugen übernimmt es vorwiegend Aufklärungs-, Sicherungs- und Unterstützungsaufgaben. Während des Kalten Krieges war es in Meran (Südtirol) stationiert und innerhalb der italienischen Gebirgstruppen (IV. Korps) der einzige mit Panzern ausgerüstete Verband.

## Gliederung
Savoia Cavalleria ist ein Panzeraufklärungsregiment in Bataillonsstärke. Als Kavallerieverband gliedert es sich in Eskadronen. Neben der Stabs- und Versorgungeskadron verfügt es über vier Aufklärungseskadronen.

## Geschichte

### Bis zur napoleonischen Zeit
Das Kavallerieregiment Savoia Cavalleria wurde am 23. Juli 1692 zusammen mit dem Kavallerieregiment Piemonte Reale Cavalleria (2.) vom Herzog von Savoyen für sein junges stehendes Heer aufgestellt. Im Rahmen der Kriege der Augsburger Allianz (1690–1697) kämpfte es im Sommer 1693 bei Pinerolo gegen die Franzosen. Bei Orbassano (Marsaglia) hinderte es zusammen mit anderen Kavallerieverbänden Marschall Nicolas de Catinat daran, die Piemontesen bei der Belagerung von Pinerolo im Rücken anzugreifen und die Franzosen zu entsetzen. Nach dem Krieg löste man das Regiment aus finanziellen Gründen von 1699 bis 1701 auf. Einige Schwadronen wurden vom Schwesterregiment Piemonte Reale übernommen.
Während des Spanischen Erbfolgekrieges kämpfte Savoia Cavalleria am 1. September 1701 in Chiari und am 15. August 1702 in Luzzara gegen die Österreicher. Weil die Franzosen Viktor Amadeus II. verdächtigten, mit Prinz Eugen von Savoyen geheimen Kontakt zu haben, nutzten sie am 29. September 1703 in San Benedetto del Po die Gelegenheit einer Truppeninspizierung, um Savoia Cavalleria zu entwaffnen und seine Soldaten in Pavia gefangen zu halten. Von dort aus gelang einem Großteil der Soldaten jedoch die Flucht nach Piemont. Aus diesem Grund führt das Regiment bis heute den Spruch secta et ligata refloret auf seiner Standarte.
Kurz danach erklärte man Frankreich den Krieg, in dem es im Sommer 1706 zur Belagerung und zur entscheidenden Schlacht von Turin kam. Als Viktor Emanuel während der Belagerung ausbrach, um sich mit Prinz Eugen zu vereinigen, deckte ihn auch Savoia Cavalleria gegen französische Angriffe.
Während der Schlacht von Turin überbrachte ein Meldegänger bei Madonna di Campagna, trotz schwerer Verwundung am Hals dem König die Nachrichten über den positiven Verlauf der Schlacht. Seine letzten Worte Savoye, Bonnes Nouvelles („Savoyen, gute Neuigkeiten“; im Piemont wurde damals vorwiegend ein franko-provenzalischer Dialekt gesprochen) wurden zum Motto des Regiments und sind bis heute auf dem Regimentswappen zu sehen. Der vom Blut rotgefärbte Uniformkragen ist der Ursprung des roten Halstuchs an der heutigen Uniform. Bei Madonna di Campagna schlug Savoia Cavalleria ein Dragonerregiment in die Flucht, wodurch es in der Folge ermöglicht wurde, die Franzosen zum Rückzug zur Dora Riparia zu zwingen.
Das Regiment kämpfte in den Jahren danach bei Toulon, in Savoyen und in der Dauphiné. 1712 schlug es die Franzosen in Villanovetta bei Saluzzo.
Während des Polnischen Erbfolgekriegs zeichnete es sich
am 19. September 1734 in der Schlacht bei Guastalla aus, wo es dem Regimentskommandeur Vittorio di Castellinaldo erstmals mit dem Schlachtruf Savoia! in den Kampf folgte.
Im Österreichischen Erbfolgekrieg war Savoia Cavalleria an zahlreichen Gefechten beteiligt, u. a. am 8. Februar 1743 in Camposanto bei Modena und am 10. August 1746 am Tidone bei Piacenza.
Savoia Cavalleria trug im Jahr 1774 zur Aufstellung des neuen Kavallerieregiments Lancieri di Aosta (6.) bei.
Von 1792 bis 1796 kämpfte Savoia Cavalleria vorwiegend abgesessen gegen französische Revolutionstruppen in den Alpen. Als der spätere Kaiser Napoleon I. 1796 mit seiner Italienarmee im Piemont einfiel, nahte auch für Savoia Cavalleria das Ende. Als im April 1796 eine französische Kavalleriedivision mit fünf Regimentern (eines davon von Joachim Murat geführt) bei Mondovì die zurückflutende piemontesische Infanterie angriff, zeichnete sich noch das Schwesterregiment Genova Cavalleria (4.) am Bricchetto aus, wo es die französische Kavalleriedivision in einem günstigen Moment im Alleingang schlug.
Die piemontesischen Regimenter wurden 1798 von ihrer Treuepflicht entbunden und größtenteils in die Piemontesische Republik übernommen. Savoia Cavalleria trug 1799 im Zug seiner Auflösung noch zur Aufstellung von einigen piemontesischen und dann französischen Regimentern bei, andere Teile kämpften im „italienischen Heer“ für Napoleon.
Savoia Cavalleria entstand 1814 wieder. Ab 1819 gehörte es unter der Bezeichnung Cavalleggeri di Savoia zur leichten Kavallerie. 1832 nahm es wieder seinen alten Namen an und auch seine Rolle als schweres Kavallerieregiment.

### Italienische Einigung

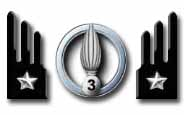
Kragenspiegel und Barettabzeichen des Regiments

Während der italienischen Unabhängigkeitskriege kämpfte es am 30. April 1848 bei Pastrengo, am 6. Mai in Santa Lucia (Verona) und am 30. Mai in der Schlacht von Goito. In der Schlacht bei Custozza gelang es dem Regiment am 24. Juli in Staffalo bei Sommacampagna, die Fahne des Regiments Wimpffen zu erobern. Im März 1849 zeichnete sich das Regiment bei Mortara und in der Schlacht von Novara aus.
Im Zweiten Unabhängigkeitskrieg kämpfte Savoia Cavalleria am 12. Mai 1859 bei Vercelli gegen österreichische Husaren. Im Dritten Unabhängigkeitskrieg zeichnete es sich im Juni 1866 bei Villafranca bei nächtlichen Attacken aus, die den Rückzug zum Mincio deckten.
Im Jahr 1892 richtete man in Verona anlässlich des zweihundertsten Jahrestages der Gründung des Regiments ein großes Fest aus. In der Arena di Verona wurde ein historisches Reiterturnier organisiert, Giosuè Carducci schrieb eigens eine kurze Regimentsgeschichte zur Feier.

### In den Weltkriegen
Im Ersten Weltkrieg musste Savoia Cavalleria vorwiegend ohne seine Pferde auskommen. MG-Einheiten des Regiments kämpften u. a. in den Schützengräben am Isonzo und auf dem Passo Buole. Im August 1916 war es an der Eroberung von Görz beteiligt. Nach der Niederlage bei Karfreit deckte es u. a. bei Pordenone (Croce del Vinchiaruzzo) den Rückzug der italienischen Truppen zum Piave. Am 3. November 1918 besetzte es Udine.
Im Zweiten Weltkrieg kämpfte das Regiment im Rahmen des Corpo di spedizione italiano in Russia in der Sowjetunion. Dort kam es am 24. August 1942 bei Jsbuschenskij am Don zum herausragendsten Einsatz in der Geschichte von Savoia Cavalleria. Dort schlugen 650 Mann des Regiments in einer der letzten berittenen Attacken der Militärgeschichte mit ihren Säbeln 2.000 gut bewaffnete sibirische Soldaten in die Flucht, die sich somit nicht mehr auf geschwächte italienischen Infanterieverbände stürzen konnten. Für diesen Einsatz wurde der Standarte des Regiments der höchste italienische Militärorden verliehen. Der 24. August ist bis heute Regimentsfeiertag. Im Januar 1943 trat man nach der sowjetischen Winteroffensive einen langen und verlustreichen Rückzug an.

### Nachkriegszeit

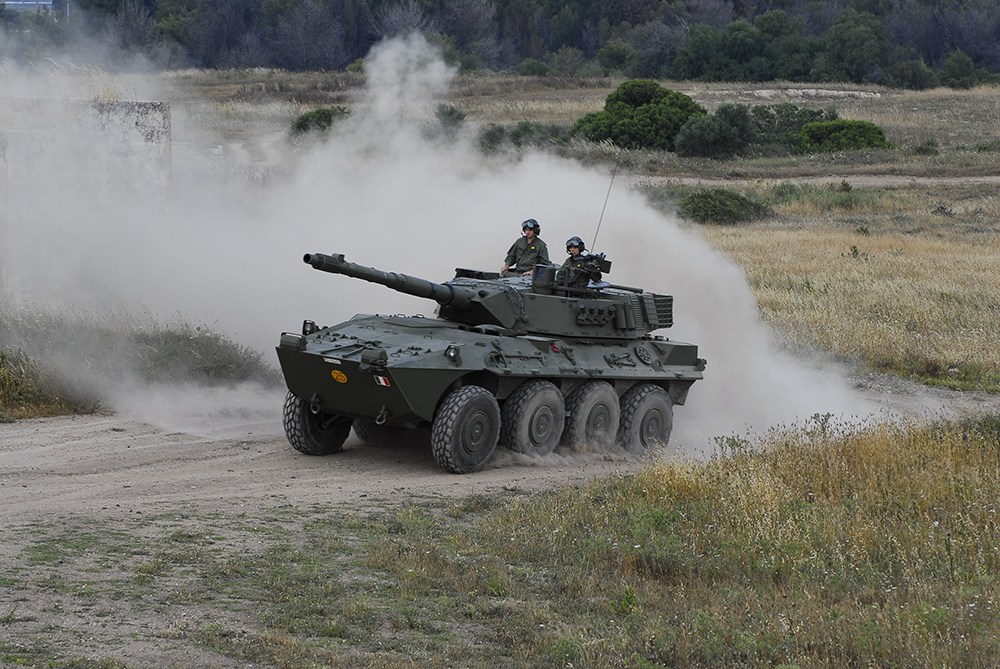
Radpanzer Centauro des Regiments Savoia Cavalleria

Savoia Cavalleria entstand 1946 in Mailand als 3. Kavallerieregiment wieder. 1948 erhielt es als Panzeraufklärungsbataillon den Beinamen Gorizia. Nach der Abschaffung der Monarchie wollte man auf den alten Regimentsnamen zunächst nicht zurückgreifen, doch schon zehn Jahre später erhielt es seinen Traditionsnamen wieder. Während des Kalten Krieges unterstand es dem IV. Gebirgskorps in Bozen als gepanzerter Verband unmittelbar. Anfang der 1990er Jahre musterte Savoia Cavalleria seine Kettenfahrzeuge aus und erhielt neue Fahrzeuge vom Typ Centauro und Puma, mit denen es ehemals typische Aufgaben der Kavallerie wieder übernahm. 1995 verlegte man das Regiment von Meran nach Grosseto in der Toskana, wo es den Platz des dort aufgelösten Kavallerieregiments Lancieri di Firenze (9.) einnahm. Savoia Cavalleria unterstand als bodengestützte, vorwiegend aufklärende Komponente bis 2013 der luftbeweglichen Brigade Friuli, dann kam es zur Fallschirmjägerbrigade Folgore. Das neue Unterstellungsverhältnis machte für die Soldaten des Regiments eine zusätzliche Fallschirmjäger-Ausbildung erforderlich, weswegen Savoia Cavalleria heute das einzige italienische Kavallerieregiment ist, dessen Angehörige bordeauxrote Barette tragen. Als Lufttransportstützpunkt dient der Militärflugplatz Grosseto. Das Regiment hat in den letzten Jahren an etlichen Einsätzen und Übungen im Ausland teilgenommen.